# همپدن، کبک
همپدن (به فرانسوی: Hampden) بخشی در منطقه شهری لواو-سن-فرانسوا ناحیه استری در استان کبک کانادا است. در سرشماری سال ۲۰۱۱ این بخش ۱۶۶ نفر جمعیت داشته‌است و مساحت آن ۱۱۰٫۱ کیلومتر مربع است.